# UEFA 페어 플레이 랭킹
UEFA 페어 플레이 랭킹은 UEFA가 UEFA 컵 예선 1차전의 3개의 참가 자격을 주어주기 위한 순위이다. 1995년부터 존재하였지만, 순위에 따라 참가 자격을 추가로 주어주는 것은 1999년에 처음으로 시작되었다.

## 클럽
국내 페어 플레이 랭킹에서 UEFA 주관대회에 참가하지 않는 가장 높은 순위의 클럽이 3개의 나머지 참가 자격의 대상이 될 수 있다. 페어 플레이 랭킹 1위인 축구협회의 리그의 수상 클럽이 자동으로 UEFA 컵의 1차전에 참가하고 나머지 두 자리는 최소경기기준을 충족하고 8점 이상의 점수를 받은 축구협회들 가운데 추첨으로 주어진다.

## 산정 방식
축구협회 산하의 모든 클럽들은 그 축구협회의 점수에 기여를 하게 된다. 이것은 UEFA 주관대회에 참가하는 모든 국가대표와 클럽팀을 포함한다. 6월 1일부터 이듬해 5월 31일까지의 경기들을 바탕으로 산정한다. 기준은 당연히 페어 플레이이다.

### 기준
팀들은 다음의 기준들로 평가가 된다.
- 경고와 퇴장: 카드를 받지 않을 경우 점수는 10점이다. 경고를 받을 때마다 1점씩 감하고 퇴장을 당할 때마다 3점씩 감해진다. 두번 경고를 받아 퇴장을 당한 경우에는 경고로 받은 2점 대신 3점으로 계산한다. 하지만 경고를 받은 후 퇴장을 당한 경우 합쳐서 4점으로 계산한다. 이 점수는 음수가 될 수도 있다.
- 긍정적인 경기: 긍정적인 경기 항목에서는 최대 10점 최소 1점을 받을 수 있다.
- 상대에 대한 존중: 예로는 상대의 스로우-인에 공을 건네주는 행위 등이 해당한다. 최대 5점 최소 1점이다.
- 심판에 대한 존중: 최대 5점 최소 1점.
- 감독의 행실: 최대 5점 최소 1점.
- 팬들의 행실: 최대 5점 최소 1점.

이 항목은 UEFA의 징계로 인해 무관중 경기를 치르거나 관중이 무시할만큼 적은 경우에는 계산하지 않는다.
이 점수들을 합계한 다음 최대 점수(40점이나 35점)으로 나누고 10을 곱해서 0에서 10점 사이의 점수로 산정한다.

## 역대 선정 리그 및 팀
| 연도 | 우승                                | 추첨                      | 추첨                              |
| 1995 | 노르웨이                            |                           |                                   |
| 1996 | 스웨덴                              |                           |                                   |
| 1997 | 노르웨이                            |                           |                                   |
| 1998 | 잉글랜드 애스턴 빌라 FC             |                           |                                   |
| 1999 | 스코틀랜드 킬마녹 FC                | 노르웨이 FK 보되/글림트   | 에스토니아 JK 빌리얀티 툴레비크   |
| 2000 | 스웨덴 IFK 노르셰핑                 | 벨기에 리르서 SK          | 스페인 라요 바예카노              |
| 2001 | 벨라루스 FC 샤크티오르 솔리고르스크 | 핀란드 뮈파               | 슬로바키아 FK 마타도르 푸호프     |
| 2002 | 노르웨이 SK 브란                    | 잉글랜드 입스위치 타운 FC | 체코 SK 시그마 올로모우츠         |
| 2003 | 잉글랜드 맨체스터 시티 FC           | 프랑스 RC 랑스            | 덴마크 에스비에르 fB              |
| 2004 | 스웨덴 외스테 IF                    | 아르메니아 FC 미카        | 우크라이나 FC 일리치베츠 마리우폴 |
| 2005 | 노르웨이 바이킹 FK                  | 독일 1. FSV 마인츠 05     | 덴마크 에스비에르 fB              |
| 2006 | 스웨덴 예플레 IF                    | 벨기에 KSV 루셀라레       | 노르웨이 SK 브란                  |
| 2007 | 스웨덴 BK 회켄                      | 핀란드 밀리코스켄 팔로-47 | 노르웨이 릴레스트룀 SK            |

. 

## 같이 보기
- UEFA 계수